# Disney’s Aladdin in Nasira’s Revenge
«Аладдин: месть Назиры» (англ. Aladdin in Nasira's Revenge) — компьютерная игра в жанре аркады, разработанная Argonaut Games по мотивам диснеевского мультфильма.

## Сюжет
Легендарный город Аграба снова в опасности: злая колдунья Назира желает отомстить за смерть своего брата — визиря Джафара. Она заколдовывает всех жителей дворца и похищает принцессу Жасмин и Султана. Отныне дворцовая стража служит ей. Назира собирается раздобыть несколько древних идолов, собрав которые вместе, она сможет оживить Джафара и захватить мир. Чтобы спасти всех, Аладдин должен найти эти самые идолы, а затем придумать план о том, как предотвратить воскрешение Джафара.

## Управление
Игра ведётся от 3-го лица.
- Играя за Аладдина, игрок может атаковать противника мечом, либо запрыгнуть на него. Спрятав меч в ножны, можно кидаться некоторыми подобранными предметами (яблоками, кокосами, камнями, и т.п.). Кроме того, есть два вида атаки мечом: обычная и супер-удар. Также Аладдин может красться, чтобы не разбудить спящего врага или не привлекать внимания. Аладдин также может скользить с разбегу.
- Абу безоружен: он может прыгать, а также отпрыгивать от стен (совершать двойной прыжок). Абу может кидаться предметами и пригибаться/уворачиваться.
- Жасмин может прятаться в горшке и прыгать.
- Играя в режиме полёта на Ковре, игрок может маневрировать и уворачиваться от препятствий, а также разбивать некоторые стены на пути с помощью клавиши атаки.

Кроме того, игрок может вращать камеру, помогая персонажам осматриваться вокруг.

## Игровой процесс

### Начало игры
После запуска игры игроку показывается два видеоролика, после которых открывается Главное меню. Оттуда можно сделать все необходимые настройки (управление, громкость звука, яркость и др.), выйти из игры или перейти в меню запуска игры. Там можно либо загрузить ранее сохранённую игру, либо начать новую. Если выбран вариант новой игры, нужно ввести имя сохранений (из трёх букв), после чего запускается вступительный ролик.

### Уровни
Большую часть игрового времени игрок проводит на уровнях. Аладдин может бегать, прыгать, атаковать врагов и защищаться, скользить по поверхности и т.п. На уровнях встречаются враги, которых можно убить (иногда после их смерти появляются предметы — монеты, ключи, пакеты сока Джинни), горшки (пустые или содержащие что-то, как правило, монеты), лампы Джинни с полезными советми и другие предметы (см. раздел «Собираемые предметы»). Во время прохождения иногда приходится ходить над пропастью по платформам (неподвижным и исчезающим, движущимся по кругу, в воздухе и т. д.), пробегать под периодически падающими на землю стенками, прыгать через ямы с ножами и многое другое. Кроме того, на уровнять разбросаны обручи Яго - контрольные точки, позволяющие игроку после неудачи продолжить игру с них, а не с начала уровня.
В конце каждого уровня появляется экран статистики: на нём выводится счёт убитых врагов, количество собранных монет и монет Джинни. Затем, игрок может сыграть в рулетку Джинни и в бонусный уровень, если были собраны монеты Джинни и рубины соответственно. После чего, появляется экран сохранения игры: игрок может сохранить либо в тот же слот, либо в другой на выбор. После сохранения, может запуститься промежуточный видеоролик, а затем, начинается следующий уровень.

#### Рулетка Джинни
Если игрок подобрал хотя бы одну монету Джинни, начинается «Рулетка», в которой можно выиграть восполнение здоровья, дополнительную жизнь, дополнительное «продолжение», и т.п.

#### Бонусный уровень
Если игроку удалось собрать все три рубина (или хотя бы один в версии для PlayStation), то он попадает на бонусный уровень, пройдя который, игрок получит синий камень Джинни. Если игрок соберёт их все, в конце игры появится экран-поздравление. В игре всего шесть различных бонусных уровней, которые появляются в строгой последовательности (после шестого запускается первый). В версии для PlayStation, каждый собранный рубин означает попытку пройти бонусный уровень в случае неудачи. В версии для Windows чтобы попасть на бонусный уровень, нужно собрать все три рубина, а также игроку даётся всего одна попытка его пройти.

### Жизни
Состояние здоровья отображено в нижнем-правом углу. Синяя полоска — состояние здоровья, а число — количество оставшихся жизней. Здоровье персонажа постепенно уменьшается от различных атак врагов, огня, придавливания вертикальной стенкой, отравления и ряда других факторов. Когда полоска здоровья полностью опустеет, теряется одна жизнь. В этом случае игра продолжается с последней «контрольной точки» (обруча Яго). Восполнить количество жизней можно только в «Рулетке» Джинни в конце уровня. Когда количество жизней доходить до нуля, это означает, что у игрока одна попытка. И когда игрок теряет и её, то игроку будет задан вопрос с двумя вариантами: выйти из игры или применить одно «продолжение». Если игрок выбирает второй вариант, игра начинается с начала уровня, на котором была потеряна последняя жизнь, с четырьмя жизнями. Количество «продолжений» тоже ограничено, и когда после применения последнего вновь будут потеряны все жизни, придётся выйти из игры. «Продолжения» можно выиграть только в «Рулетке» Джинни в конце уровня.

### Персонажи и враги
На протяжении всего действия игрок управляет Аладдином, но на уровнях 5 и 14 игроку предстоит сыграть в роли обезьянки Абу (в первом случае Аладдин арестован, и обезьянка его спасает; во втором случае только Абу может проникнуть в узкую пещеру и достать оттуда молот для освобождения Джинни), а на 21 уровне — в роли принцессы Жасмин, прячущейся в огромном горшке.
Главным антагонистом является злая колдунья Назира, с которой игрок столкнётся лицом к лицу лишь в финале игры (в битве с Джафаром; при этом, Назира активно появляется в сюжетных роликах с самого начала игры — например, арестовывает Аладдина после того, как он пришёл во дворец). На уровнях среди противников встречаются стражники, ожившие скелеты, разбойники, змеи, пауки и др.

## Обзоры
| Сводный рейтинг    | Сводный рейтинг |
| Агрегатор          | Оценка          |
| ------------------ | --------------- |
| GameRankings       | 64,96 %         |
| Metacritic         | 61/100          |
| Иноязычные издания |                 |
| Издание            | Оценка          |
| AllGame            | [ 4 ]           |
| EGM                | 4,33/10         |
| Game Informer      | 6/10            |
| GamePro            | [ 7 ]           |
| GameSpot           | 6,3/10          |
| IGN                | 6/10            |
| OPM                | [ 10 ]          |

Игра получила смешанные или средние отзывы.
- PSM — 6/10[11]